# Duomo di Cava de' Tirreni
Il duomo di Santa Maria della Visitazione è il principale luogo di culto della città di Cava de' Tirreni, in Campania, e concattedrale dell'arcidiocesi di Amalfi-Cava de' Tirreni.

## Storia
Nel 1513 una bolla di papa Leone X sancì l'autonomia della città della Cava dall'abbazia territoriale della Santissima Trinità di Cava de' Tirreni e nel 1517 iniziarono i lavori per la costruzione del duomo per la nuova diocesi, curati dall'architetto Pignaloso Cafaro, conclusi solo nel 1587.
Nel corso dei secoli l'edificio ha subito alcune trasformazioni e restauri, fino ad assumere l'aspetto odierno nell '800, quando fu riedificata la scalinata d'accesso e la facciata fu decorata da stucchi. Il sisma del 1980 causò notevoli danni, e la chiesa è stata riaperta al culto nel dicembre 1999.
Il 30 settembre 1986, in forza del decreto Instantibus votis della Congregazione per i Vescovi, la sede di Cava de' Tirreni è stata unita in plena unione con la sede di Amalfi e la nuova circoscrizione ha assunto il nome attuale. Contestualmente la cattedrale di Cava ha assunto il titolo di concattedrale.